# Suczki (Węgorzewo)
Suczki (deutsch Sutzken, 1938 bis 1945 Sutzen) ist ein Ort in der polnischen Woiwodschaft Ermland-Masuren und gehört zur Stadt- und Landgemeinde Węgorzewo (Angerburg) im Powiat Węgorzewski (Kreis Angerburg).

## Geographische Lage
Suczki liegt im Nordosten der Woiwodschaft Ermland-Masuren, elf Kilometer nordwestlich der Kreisstadt Węgorzewo (Angerburg) und 25 Kilometer südöstlich der früheren und heute auf russischem Staatsgebiet gelegenen Kreismetropole Gerdauen (russisch Железнодорожный).

## Geschichte
Das einst Sutzen Wolle genannte kleine Dorf wurde im Jahre 1607 erstmals erwähnt. Die Namensform änderte sich in der Folgezeit: Schatzken (vor 1785), Schutzken (nach 1785), Szuczken (um 1820), Zutzken (nach 1820) und Sutzken (bis 1938). Im Jahre 1874 kam der Ort zum neu errichteten Amtsbezirk Raudischken (polnisch Rudziszki), der 1930 im Amtsbezirk Reuschenfeld (polnisch Ruskie Pole, nicht mehr existent) aufging und bis 1945 zum Kreis Gerdauen im Regierungsbezirk Königsberg der preußischen Provinz Ostpreußen gehörte.

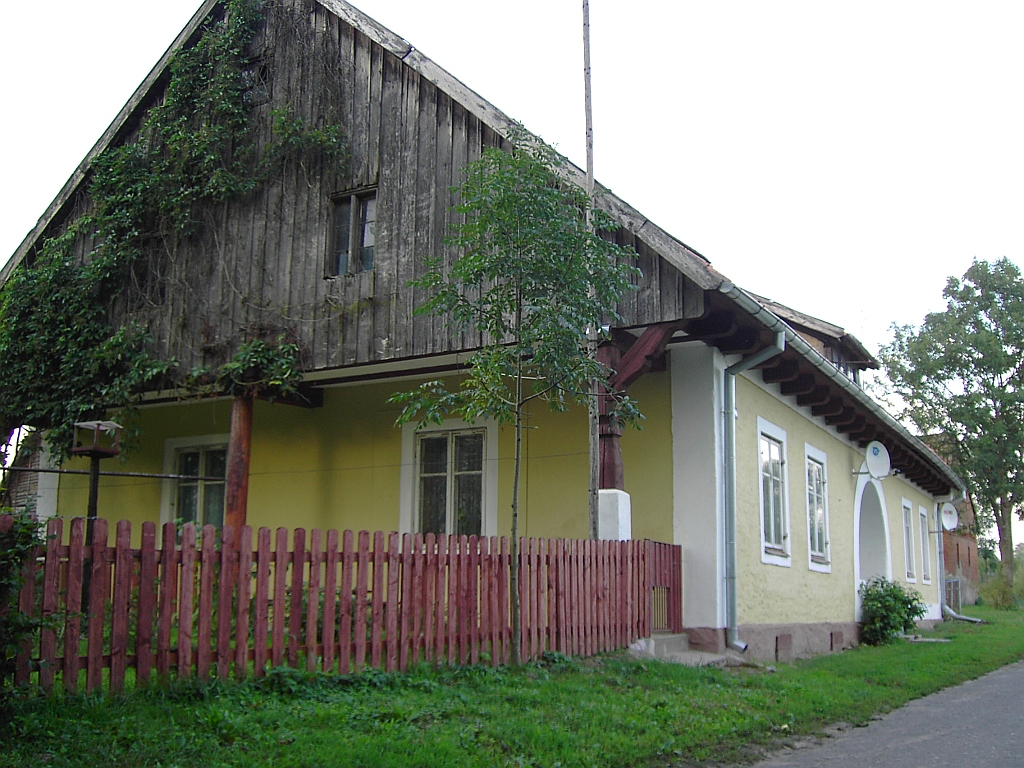
Hausansicht in Suczki (Sutzken)

In Sutzken lebten im Jahre 1910 insgesamt 134 Einwohner. Am 30. September 1928 wurde der Nachbarort Raudischken in die Landgemeinde Sutzken eingemeindet, die daraufhin in „Raudischken“ umbenannt wurde. Der Ort Sutzken erhielt im Jahre 1938 die Umbenennung in „Sutzen“.
In Kriegsfolge wurde Sutzen 1945 mit dem gesamten südlichen Ostpreußen und dem südöstlichsten Bereich des Kreises Gerdauen nach Polen überstellt und erhielt die polnische Namensform „Suczki“. Der Ort ist in das Schulzenamt (polnisch Sołectwo) eingegliedert und somit eine Ortschaft im Verbund der Stadt- und Landgemeinde Węgorzewo im Powiat Węgorzewski, vor 1998 der Woiwodschaft Suwałki, seither der Woiwodschaft Ermland-Masuren zugehörig.

## Kirche
Sutzken resp. Sutzen war kein Kirchdorf. Die mehrheitlich evangelische Bevölkerung war in die Kirche in Nordenburg (heute russisch Krylowo) in der Kirchenprovinz Ostpreußen der Kirche der Altpreußischen Union, der katholische Bevölkerungsanteil in die Pfarrkirche St. Bruno in Insterburg (russisch Tschernjachowsk) im Bistum Ermland eingepfarrt.
Heute gehören die überwiegend katholischen Einwohner Suczkis zur Pfarrei St. Josef in Węgielsztyn (Engelstein) (mit einer Filialkirche im näher gelegenen Perly (Perlswalde)) im Bistum Ełk (Lyck) der Römisch-katholischen Kirche in Polen. Die wenigen evangelischen Kirchenglieder sind der Kirchengemeinde in Węgorzewo (Angerburg) zugeordnet. Sie ist eine Filialgemeinde der Pfarrei Giżycko (Lötzen) in der Diözese Masuren der Evangelisch-Augsburgischen Kirche in Polen.

## Verkehr
Bei seiner Lage nur einen Kilometer südlich der polnisch-russischen Staatsgrenze ist Suczki ein wenig abgelegen. Von den Nachbarorten führen Landwege in das Dorf, darunter die Verbindung zur polnischen Landesstraße DK 63 (frühere deutsche Reichsstraße 131) bei Perły (Perlswalde). Eine Bahnanbindung besteht nicht.